# Jederitz
Jederitz ist eine Ortschaft und ein Ortsteil der Hansestadt Havelberg im Landkreis Stendal in Sachsen-Anhalt.

## Geographie
Jederitz, ein Runddorf mit Kirche auf dem Platz, liegt fünf Kilometer südöstlich von Havelberg im Elb-Havel-Winkel in der unteren Havelniederung am Trübengraben, der einen Kilometer nördlich in die Havel mündet. Südlich des Dorfes erstreckt sich das Naturschutzgebiet Jederitzer Holz.
Nachbarorte sind Wöplitz und Theerofen im Norden, Klein Damerow und Damerow im Nordosten, Vehlgast im Osten, Fischerberg und Kuhlhausen im Südosten, Neukamern im Süden, Sandau (Elbe) im Südwesten sowie Havelberg im Nordwesten.

## Geschichte

### Mittelalter bis Neuzeit

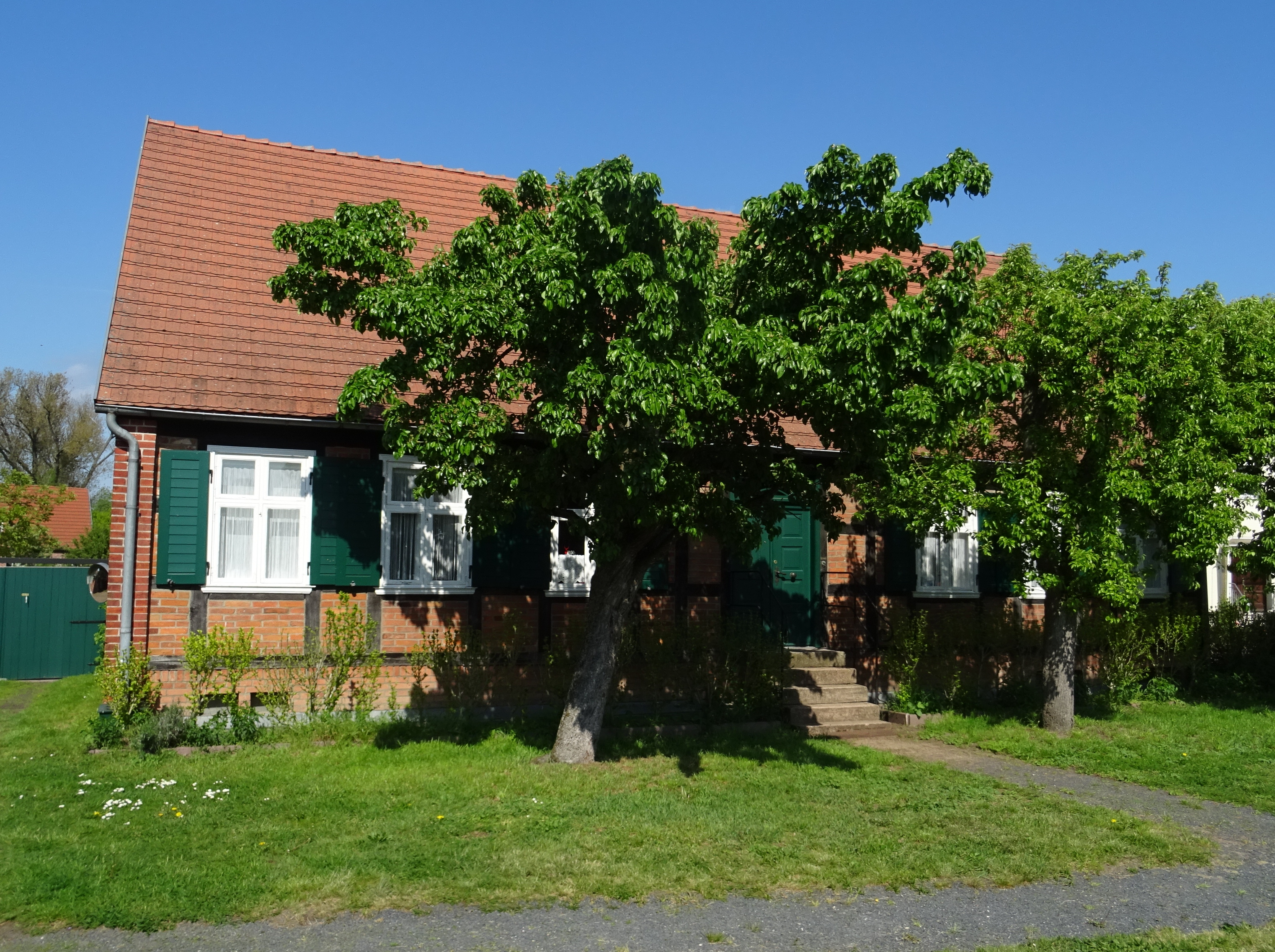
Denkmalgeschützte ehemalige Schule

Jederitz wurde im Jahre 1508 erstmals erwähnt als Jederitze im Besitz des Havelberger Domkapitels. Weitere Nennungen sind 1534 und 1558 Jederitz, 1652 Jeseritz, danach nur noch Jederitz, so auch 1804 Jederitz, ein Dorf mit Lehnschulze und Förster.
Im 17. Jahrhundert wurde Jederitz als Fischerdorf bezeichnet. 1623 musste jeder Jederitzer eine halbe Mandel Hechte (7 bis 8 Stück) und ein Essen Speisefisch für die Herrn des Domkapitels bereithalten, das übrige durften sie den Fischkäufern verkaufen. 1655 kam es im Ort zu einem Großbrand. Erst 1694 waren alle Höfe wieder aufgebaut. 1858 bekam Jederitz eine eigene Windmühle, vorher musste das Korn zum Mahlen nach Havelberg gebracht werden. Das bereitete Schwierigkeiten, da der Ort durch Hochwasser oft monatelang vom Umland abgeschlossen war. Eine auch bei Hochwasser befahrbare Straßenverbindung nach Havelberg entstand erst 1913.
Bei der Bodenreform wurden im Jahr 1946 insgesamt 290,65 Hektar enteignet und in die Landesforstverwaltung übernommen. Im Jahre 1952 entstand die erste Landwirtschaftliche Produktionsgenossenschaft vom Typ III mit 27 Mitgliedern und 274,46 Hektar landwirtschaftlicher Nutzfläche.

### Herkunft des Ortsnamens
Der Ortsname wird vom slawischen Wort für „See“ abgeleitet. Nahe der Mündung des Trübengrabens gab es früher verschiedene mit „See“ bezeichnete Gewässer; auch Havelerweiterungen wurden so genannt.

### Archäologie
Etwa 1,5 km nordwestlich von Jederitz wurde Anfang des 20. Jahrhunderts ein bronzezeitlicher Schatz gefunden, der Hort von Jederitz, den Richard Hartwich, der damalige Leiter des Prignitz-Museums, 1912 aus der Sammlung von Carl Hartwich erwarb. Die Fundstelle lässt sich nicht mehr nachvollziehen, da in der Literatur sowohl eine Stelle in Ufernähe als auch im Flussbett genannt wird.
Im Jahre 1952 wurden im Dorf Scherben einer alt- und jungslawischen Siedlung geborgen und in die Zeit zwischen 9. und 11. Jahrhundert datiert. Die Funde werden im Prignitz-Museum in Havelberg aufbewahrt.

### Eingemeindungen
Jederitz gehörte früher zum Havelbergischen Kreis der Mark Brandenburg in der Prignitz. 1817 kam es zum Kreis Westprignitz, dem späteren Landkreis Westprignitz.
Am 25. Juli 1952 wurde die Gemeinde Jederitz in den neu gebildeten Kreis Havelberg umgegliedert, der zum 1. Juli 1994 im Landkreis Stendal aufging.
Am 1. Januar 2002 wurde Jederitz nach Havelberg eingemeindet.

### Einwohnerentwicklung
| Jahr | Einwohner |
| ---- | --------- |
| 1734 | 105       |
| 1772 | 218       |
| 1791 | 258       |
| 1801 | 261       |
| 1817 | 202       |
| 1837 | 301       |

| Jahr | Einwohner |
| ---- | --------- |
| 1858 | 327       |
| 1871 | 342       |
| 1895 | 319       |
| 1925 | 258       |
| 1939 | 214       |
| 1946 | 368       |

| Jahr | Einwohner |
| ---- | --------- |
| 1964 | 264       |
| 1971 | 243       |
| 1981 | 216       |
| 1991 | 197       |
| 2011 | [00]141   |
| 2018 | [00]137   |

| Jahr | Einwohner |
| ---- | --------- |
| 2021 | [00]128   |
| 2022 | [00]123   |

Quelle, wenn nicht angegeben, bis 1991:

## Religion
Die evangelische Kirchengemeinde Jederitz, die früher zur Pfarrei der Domkirche Havelberg gehörte, wird heute betreut vom Pfarrsprengel Havelberg im Kirchenkreis Prignitz im Sprengel Potsdam
der Evangelischen Kirche Berlin-Brandenburg-schlesische Oberlausitz.
Die katholischen Christen gehören zur Pfarrei St. Heinrich in Wittenberge im Dekanat Wittenberge im Erzbistum Berlin.

## Politik

### Ortsbürgermeister
René Gebhard ist seit 2019 Ortsbürgermeister der Ortschaft Jederitz.

### Ortschaftsrat
Bei der Ortschaftsratswahl am 26. Mai 2019 gewann die Wählergemeinschaft Jederitz alle 5 Sitze.

## Kultur und Sehenswürdigkeiten

### Dorfkirche

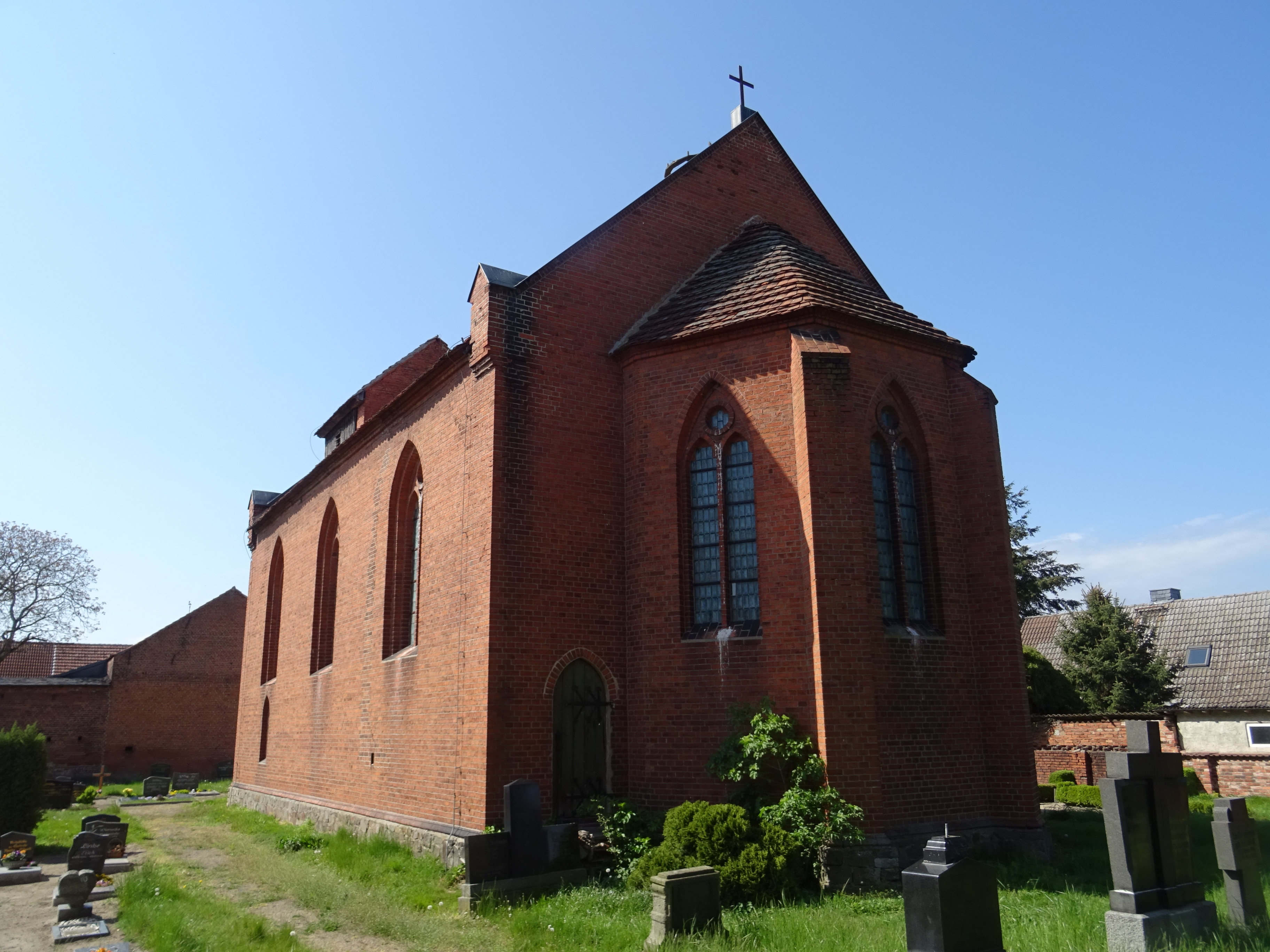
Jederitzer Kirche

Die evangelische Dorfkirche Jederitz ist ein neugotischer Bau aus dem Jahre 1874. Die erste Dorfkirche von Jederitz brannte am 15. Mai 1655 ab. 1657 wurde die zweite Kirche aus Eichenholz mit ausgemauertem Fachwerk erbaut. Dieser Bau erhielt erst 60 Jahre später einen Turm, der allerdings nur 125 Jahre stand. 1842 wurde die Kirche wegen Baufälligkeit abgerissen. Am 2. Juli 1874 erfolgte die Grundsteinlegung für die heutige massive Backsteinkirche. Sie erhielt einen 30 m hohen spitzen Turm, der mit 3 Glocken ausgestattet wurde. 1945 wurde der Turm gesprengt, um das Dorf vor Artilleriebeschuss zu bewahren. Der Turm stürzte auf das Kirchenschiff und brachte das Dach zum Einsturz. Der Turm wurde bisher nicht wieder aufgebaut. Nach dem Zweiten Weltkrieg wurde das Kirchenschiff wieder hergerichtet und der Turmstumpf mit einem Notdach versehen.

### Schöpfwerk
Das Schöpfwerk am Trübengraben entstand 1973 als eines der größten Schöpfwerke der DDR. Es dient zur Hochwasserregulierung und zur Wasserregulierung für die Fläche hinter dem Deich.

## Verkehr
Es verkehren Linienbusse und Rufbusse von stendalbus.

## Brauchtum
1843 berichtete Adalbert Kuhn über ein Wettreiten am zweiten Pfingsttag. Dazu versammelten sich die Knechte zu Pferde vor dem Dorf zu einem zweimaligen Wettreiten nach einem an einer Stange aufgehängten und reich mit Bändern geschmückten Kranz.